# Олимп (плафон)
«Олимп» (итал. Olimpo) — картина-плафон на потолке Иорданской лестницы Зимнего дворца работы итальянского художника Гаспаро Дициани, является самой большой по площади картиной в собрании Государственного Эрмитажа.

## История
Картина была создана в середине XVIII века и в 1760 году была приобретена в Венеции, среди прочих работ венецианских художников, для украшения Зимнего дворца. Однако использована не была и хранилась в свёрнутом виде. К 1830-м годам она сильно обветшала и особенно сильно истрепалась по краям.
После пожара в Зимнем дворце, случившегося в 1837 году, в ходе восстановительных работ Ф. И. Лабенский и В. П. Стасов предложили картину отреставрировать и использовать в качестве потолочного плафона на воссозданной Иорданской лестнице, взамен сгоревшего плафона работы Франческо Фонтебассо. При реставрации пришлось заново прописать фигуры Вакха (ниже и слева от центрального облака) и Аполлона (ниже и справа от облака). Поскольку работа Дициани оказалась значительно короче первоначального плафона Фонтебассо, Стасовым было принято решение расписать потолок и прилегающие стены архитектурными мотивами, сходными с мотивами Дициани («по схожему стилю»).
Поскольку картина долгое время не использовалась, то имя автора оказалось забытым и после водружения её в качестве плафона автором стал считаться Пьетро Градицци. Однако после проведённых в 1980-х годах исследований и на основании стилистического анализа было восстановлено авторство Дициани. Кроме того, картина была куплена в 1760 году, когда Градицци (родившийся около 1744 года) был ещё слишком молод и неопытен для подобной грандиозной по размерам работы. При сравнении картины с другими работами Дициани также были обнаружены аналогичные мотивы. Например, в потолочном плафоне Туалетной комнаты Китайского дворца в Ораниенбауме аллегорическая фигура Географии полностью соответствует фигуре Кибелы с эрмитажного холста. А на плафоне Золотой комнаты оттуда же с эрмитажной работой практически буквально совпадают фигурки путти.
Из-за того что Зимний дворец не отапливался во время Великой Отечественной войны, плафон очень сильно пострадал от сырости: защитный лак посерел, части красочного слоя, прилегающие к раме, стали осыпаться. Сразу после войны была проведена капитальная реставрация плафона — смыт старый лак и нанесён свежий, заново прописаны утраченные фрагменты, укреплена сохранившаяся живопись.
Несмотря на то, что картина всё время фактически находилась в Эрмитаже, в инвентарные описи музея она была включена лишь в 2010 году.